# Awsjuk-Gletscher
Der Awsjuk-Gletscher ist ein Gletscher auf der Arrowsmith-Halbinsel an der Loubet-Küste des Grahamlands auf der Antarktischen Halbinsel. Er fließt in nordwestlicher Richtung zur Schumski-Bucht.
Das UK Antarctic Place-Names Committee benannte ihn 1960 nach dem sowjetischen Glaziologen Grigori Alexandrowitsch Awsjuk (1906–1986), einem Experten für zentralasiatische Gletscher.